# 80-мм РСЗО на базе МТ-ЛБ

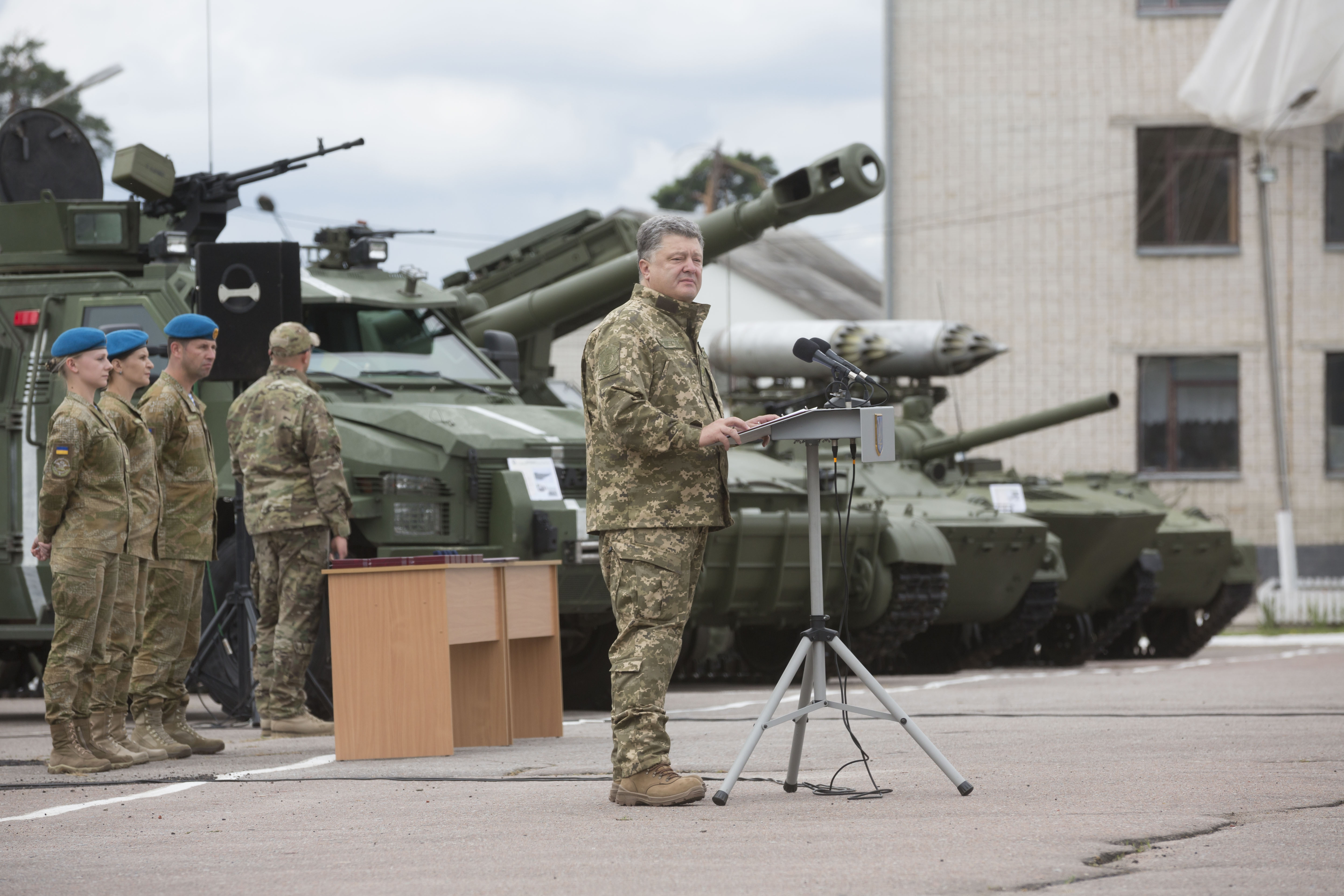
Вручение боевой техники бойцам ВДВ Украины. На заднем плане - 80-мм РСЗО на базе МТ-ЛБ, 2 августа 2016 г.

80-мм РСЗО на базе МТ-ЛБ — украинская реактивная система залпового огня на базе лёгкого бронированного гусеничного тягача МТ-ЛБ советского производства.

## История
После начала боевых действий на востоке Украины весной 2014 года увеличилась потребность вооружённых сил Украины в ракетно-артиллерийских системах (в том числе, для новых частей и соединений сухопутных войск, создаваемых в ходе мобилизации). В дальнейшем, в связи с изменением характера боевых действий (переходом от манёвренной войны к относительной стабилизации линии фронта после подписания в сентябре 2014 года Минских соглашений) возросла потребность в мобильных РСЗО для усиления армейских подразделений украинской армии на уровне "рота - батальон".
Первая пусковая установка была построена военнослужащими 81-й отдельной аэромобильной бригады на базе зенитно-ракетного комплекса "Стрела-10" и впервые представлена в августе 2015 года во время выступления президента Украины П. А. Порошенко перед военнослужащими воздушно-десантных войск.
До 17 апреля 2016 года было построено не менее пяти РСЗО на базе МТ-ЛБ.
В мае 2017 года на конференции во Львовской академии сухопутных войск было предложено рассмотреть возможность переоборудования дополнительного количества тактических РСЗО ротно-батальонного звена данного типа. В то же время, было отмечено, что для более эффективного применения подобных РСЗО необходимо решить ряд организационных и технических вопросов (утвердить организационно-штатную структуру батареи РСЗО данного типа, составить таблицы стрельбы имеющимися типами ракет, отработать варианты использования РСЗО данного типа совместно с БПЛА).
Летом 2017 года ГАХК «Артем» установила один 80-мм пусковой блок на дистанционно управляемый аппарат "Фантом" (26 июля 2017 года выполнивший тестовые стрельбы на одном из военных полигонов).
10 октября 2017 года на проходившей в Киеве оружейной выставке "Зброя та безпека-2017" был представлен демонстрационный образец пусковой установки ZRN-01 "Stokrotka", разработанный в результате кооперации ГК "Укроборонпром" и польской компании "WB Group" по программе "Ромашка" (два 20-ствольных блока для запуска 80-мм неуправляемых ракет С-8 с прицелом и системой наведения, смонтированные на поворотной платформе), который был установлен на шасси полноприводного трёхосного грузовика Star-265M2 польского производства.
В это же время стало известно, что только около 40% неуправляемых ракет С-8 на складах ВВС Украины по своему техническому состоянию могут быть использованы по прямому назначению (в качестве авиационных ракет).
14 сентября 2018 года был спущен на воду десантно-штурмовой катер "Кентавр", на котором установили аналогичную пусковую установку РСЗО (два 20-ствольных блока для запуска 80-мм неуправляемых ракет С-8 с прицелом и системой наведения, смонтированные на поворотной платформе).
В октябре 2018 года было объявлено о возможности установки 20-ствольных пусковых блоков на другие платформы (колёсную технику, гусеничные шасси, корабли и катера).

## Описание
РСЗО представляет собой шасси МТ-ЛБ с поворотной платформой в задней части корпуса, на которой установлены два 20-ствольных авиационных блока Б-8 для запуска 80-мм неуправляемых ракет С-8. Масса пустого блока составляет 150 кг, снаряжённого - 450 кг. Для изготовления РСЗО предложено использовать авиационные блоки НАР, которые имеются в наличии на арсеналах, базах и складах министерства обороны Украины.
Дальность стрельбы РСЗО оценивается в пределах от 2 км до 4 км.

## Страны-эксплуатанты
- Украина

## Видео
- 80-мм РСЗО на базе МТ-ЛБ, апрель, 2016 г. на YouTube